# Павоне дел Мела
Паво̀не дел Мѐла (на италиански: Pavone del Mella, на източноломбардски: Paù, Пау) е малко градче и община в Северна Италия, провинция Бреша, регион Ломбардия. Разположено е на 54 m надморска височина. Населението на общината е 2844 души (към 2012 г.).